# Осувка (Свентокшиське воєводство)
Осувка (пол. Osówka) — село в Польщі, у гміні Шидлув Сташовського повіту Свентокшиського воєводства.
Населення — 205 осіб (2011).
У 1975-1998 роках село належало до Келецького воєводства.

## Демографія
Демографічна структура на день 31 березня 2011 року:
|          | Загалом | Допрацездатний вік | Працездатний вік | Постпрацездатний вік |
| -------- | ------- | ------------------ | ---------------- | -------------------- |
| Чоловіки | 95      | 16                 | 69               | 10                   |
| Жінки    | 110     | 20                 | 61               | 29                   |
| Разом    | 205     | 36                 | 130              | 39                   |